# NGC 7678
NGC 7678 este o galaxie activă situată în constelația Pegas. A fost descoperită în 15 septembrie 1784 de către William Herschel. Se află la o distanță de 44,46 de megaparseci de Pământ.